# Café Union (Česká Lípa)

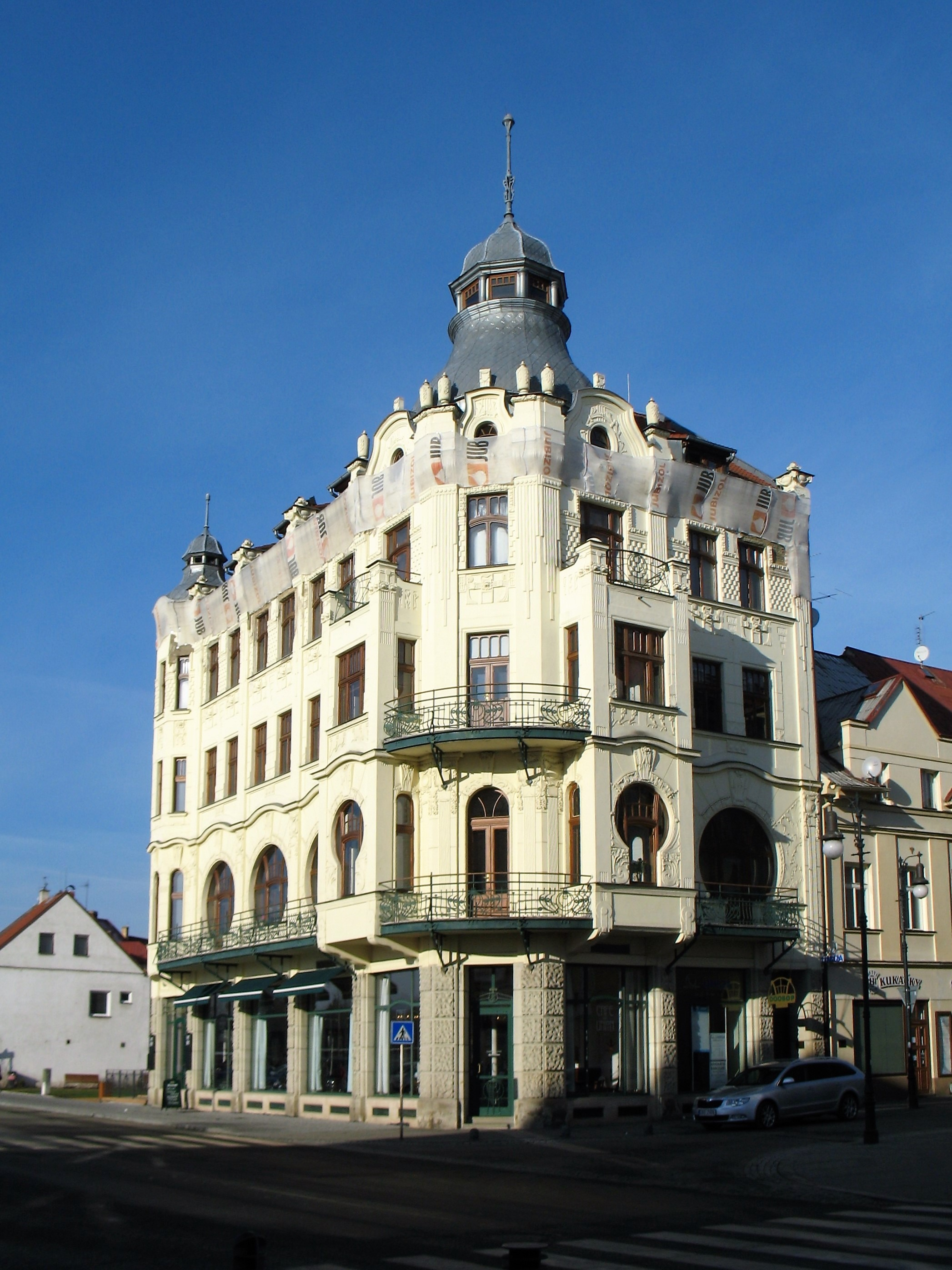
Café Union in Česká Lípa

Das Café Union (genannt Unionka) ist das bekannteste Jugendstilgebäude in Česká Lípa in der Region Liberec. Das Gebäude befindet sich im Zentrum der Bezirksstadt in der Straße Jindřicha z Lipé 113/24 Ecke Sokolská-Straße. Es steht seit 1958 unter dem Namen „Vinárna Union“ (bzw. „Kavárna Union“) unter Denkmalschutz (ÚSKP-Nr. 33401/5-5007).

## Beschreibung
Das Gebäude ist ein dreistöckiges Eckhaus, dessen Dach von einem Türmchen mit einer  Laterne bekrönt wird. Die Gebäudeecke ist abgerundet und seitlich ragen vom ersten und zweiten Obergeschoss Erker hervor. Zwischen diesen beiden Erkern befindet sich im ersten und zweiten Obergeschoss jeweils ein Balkon, dessen schmiedeeiserne Geländer mit floralen Jugendstil-Ornamenten verziert sind. Über den beiden Erkern sind ebenfalls Balkone mit Ziergeländern angeordnet. Der dritte Erker befindet sich am Ende des Gebäudes in der Sokolská-Straße und erstreckt sich über alle drei Etagen des Gebäudes vom ersten bis zum dritten Stockwerk. Im Dachbereich sind Gauben mit jeweils einem Paar kleinerer Fenster angeordnet. Im Erdgeschoss befinden sich insgesamt drei Eingänge, zwei seitlich in der Straße Jindřicha z Lipé und Sokolská und einer an der Ecke. Im Bereich der Erker und neben den Erkern befinden sich im ersten Obergeschoss große Fenster mit Hufeisenbögen und im zweiten und dritten Obergeschoss des Gebäudes insgesamt 12 rechteckige Fenster, deren Rahmen mit Ornamenten verziert sind.

## Geschichte
Das Café Union steht an der Stelle, an der sich einst das südliche Stadttor, das sogenannte Dlouhá brána (deutsch Langenthor) an die Stadtmauer anschloss. Hier führte von Süden her, über die Brücken des nördlichen und südlichen Arms des Flusses Polzen (Ploučnice), ein wichtiger Handelsweg in die Stadt. Das alte Stadttor an der Langgasse wurde zusammen mit drei weiteren Stadttoren erstmals beim Stadtbrand von 1787 zerstört. Nach einem weiteren Großbrand im Jahr 1820 wurden die Stadttore und große Teile der Stadtmauer abgerissen. Im Rahmen der großen Flussregulierung, die bis zum Jahr 1912 erfolgte, wurde der nördliche Flussarm zugeschüttet und im Jahr 1896 die alte Brücke über den Südarm durch eine eiserne Brücke ersetzt, die spätere Kaiserin-Elisabeth-Brücke.
In den letzten Jahrzehnten des 19. Jahrhunderts wurden in der Stadt zahlreiche öffentliche Gebäude, z. B. Schulen, Krankenhaus, Kreisgericht und Schlachthof, aber auch viele Villen errichtet. An der Jahrhundertwende hatte sich der Einfluss des Jugendstils beim Bau neuer Häuser oder beim Umbau bestehender Gebäude auch in Böhmisch Leipa durchgesetzt.
Im Rahmen der Modernisierung der Stadt sollten auch die zwei älteren Empire-Häuser an der Ecke der damaligen Langgasse zur Postgasse durch einen Neubau ersetzt werden. Das entsprechende Grundstück wurde im Jahr 1904 von der Stadt an die ortsansässige Firma John & Jisba verkauft.
Das Bau- und Architekturbüro John & Jisba war 1903 von den Partnern Otto Heinrich John und Josef Jisba in Böhmisch Leipa (Česká Lípa) gegründet worden. Diese Firma legte nun ein Projekt für ein Wohn- und Geschäftshaus in reiner Jugendstil-Architektur vor, das bereits auf der ersten Reichenberger Messe im Jahr 1906 mit einer Goldmedaille ausgezeichnet wurde. Das Gebäude wurde 1907 fertig gestellt und der Öffentlichkeit zugänglich gemacht. Während das Erdgeschoss für Geschäfte reserviert war, befand sich das „Café Union“ (urspr. Café Continental), das man über eine Wendeltreppe erreichte, sowie ein Spielzimmer im 1. Stock. Das Gebäude war im Besitz des Reichenberger Kaufmanns Ernst Künitz, der es 1913 an Wilhelm Steinz zur Einrichtung eines Kinos im Erdgeschoss vermietete. Dazu wurden die unteren Räume zur Schaffung eines großen Jugendstilsaals miteinander verbunden. Der Kinosaal hatte 230 Sitzplätze und 44 seitliche Sitzplätze in den Nischen. Der Versuch scheiterte jedoch, weil in der Stadt bereits das Kino Olympia existierte und weitere entstanden waren.
In der Zwischenkriegszeit war Josef Grassl der neue Eigentümer des Gebäudes. In dessen Auftrag erneuerte der Architekt R. Wallerstein 1921 die Fassade, indem er vertikale Streifen anstelle der Schachbrett-Ornamente im Dekor anordnete. Die letzte Erneuerung wurde von O. Richter und H. Zuppelli (Bauunternehmung in Böhmisch-Leipa) 1937 auf Wunsch von Frau Emilie Grassl ausgeführt. Das ursprüngliche Kaffeehaus hatte sich zum „Café-Restaurant Union“ gewandelt und war die größte Einrichtung dieser Art in der Stadt. Es gab Mittagessen, es wurde Pilsner Bier und andere Getränke ausgeschenkt und die Gäste konnten zahlreiche in- und ausländische Zeitungen und Zeitschriften lesen. In der Zeit nach dem Ersten Weltkrieg war das Café auch ein Ort regelmäßiger Zusammenkünfte jüdischer Kaufleute aus dem nahe gelegenen jüdischen Viertel. Im Erdgeschoss des Hauses befand sich statt des Kinos nun die große Eisenhandlung Kirschner.
Das Gebäude wurde im Jahr 1949 von der Landesgesellschaft Technomat übernommen und die Firma Restaurace a Jídelny (RaJ) betrieb in diesem Haus die Weinstube „Union“. Danach begann der Verfall des Hauses, weil die Landesgesellschaft nichts für die Erhaltung des Gebäudes tat. Am Ende der 1980er Jahre befand sich das Gebäude praktisch in einem baufälligen Zustand.
Nach der Privatisierung im Jahr 1991, als das Gebäude dann der Prager Firma Krijcos gehörte, verfiel es weiter, so dass es 1997 von der Stadt gekauft wurde. Die Stadt Česká Lípa beauftragte die Firma Luhov a. s. aus Stráž pod Ralskem mit der Renovierung des Gebäudes. Die Renovierung der Fassaden und Innenräume erfolgte in den Jahren 1997/98 nach dem Projekt von Jiří Jarkovský. Die Stadt Česká Lípa vermietete das Haus im Rahmen einer öffentlichen Ausschreibung an einen Kaffeehaus-Betreiber. Im Jahr 2017 ließ der neue Betreiber des Unternehmens hier eine Inneneinrichtung einrichten, die an die einstige historische Ausstattung dieses Cafés erinnert.

## Bilder-Galerie

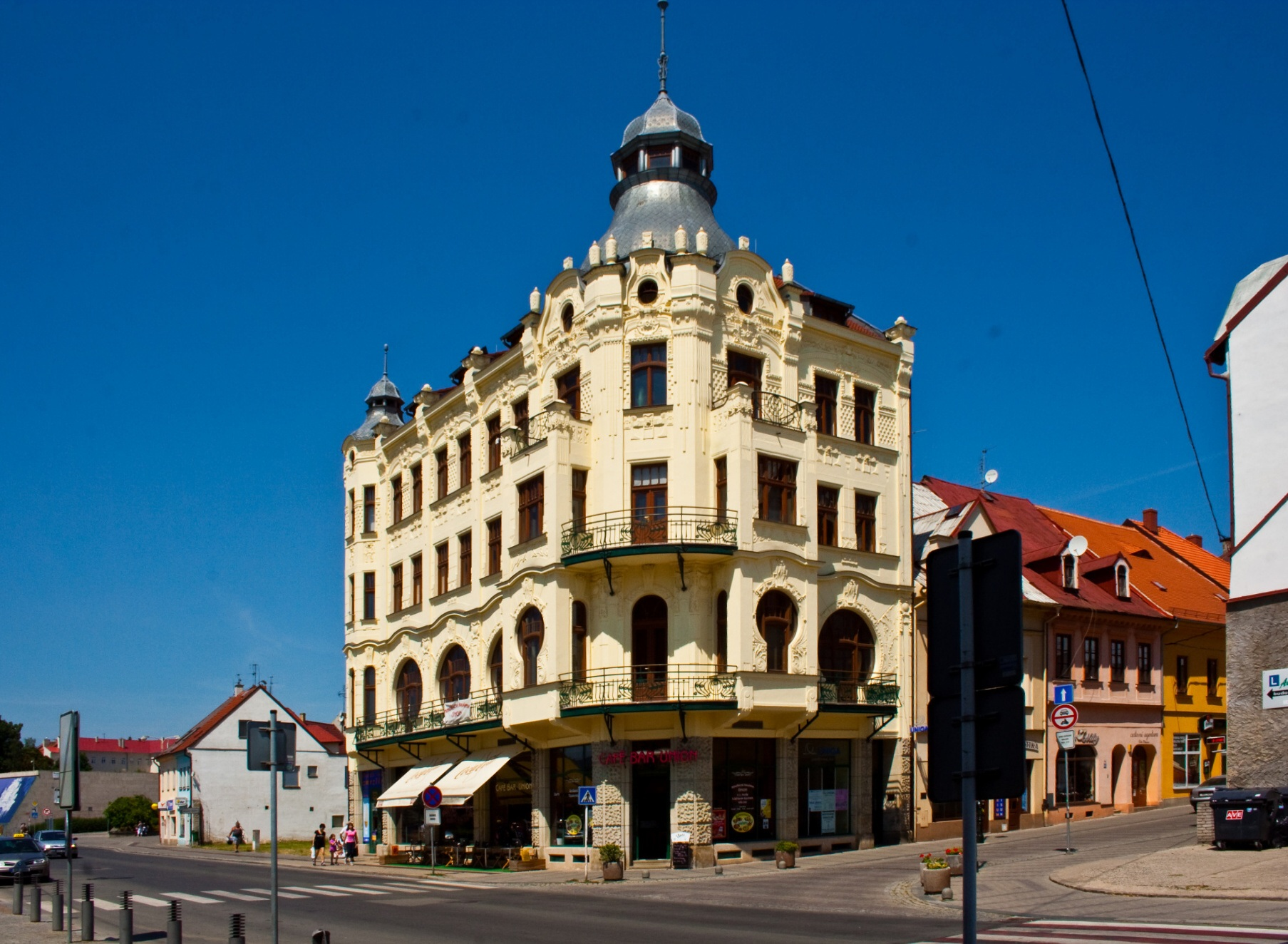
Gesamtkomplex des Café Union
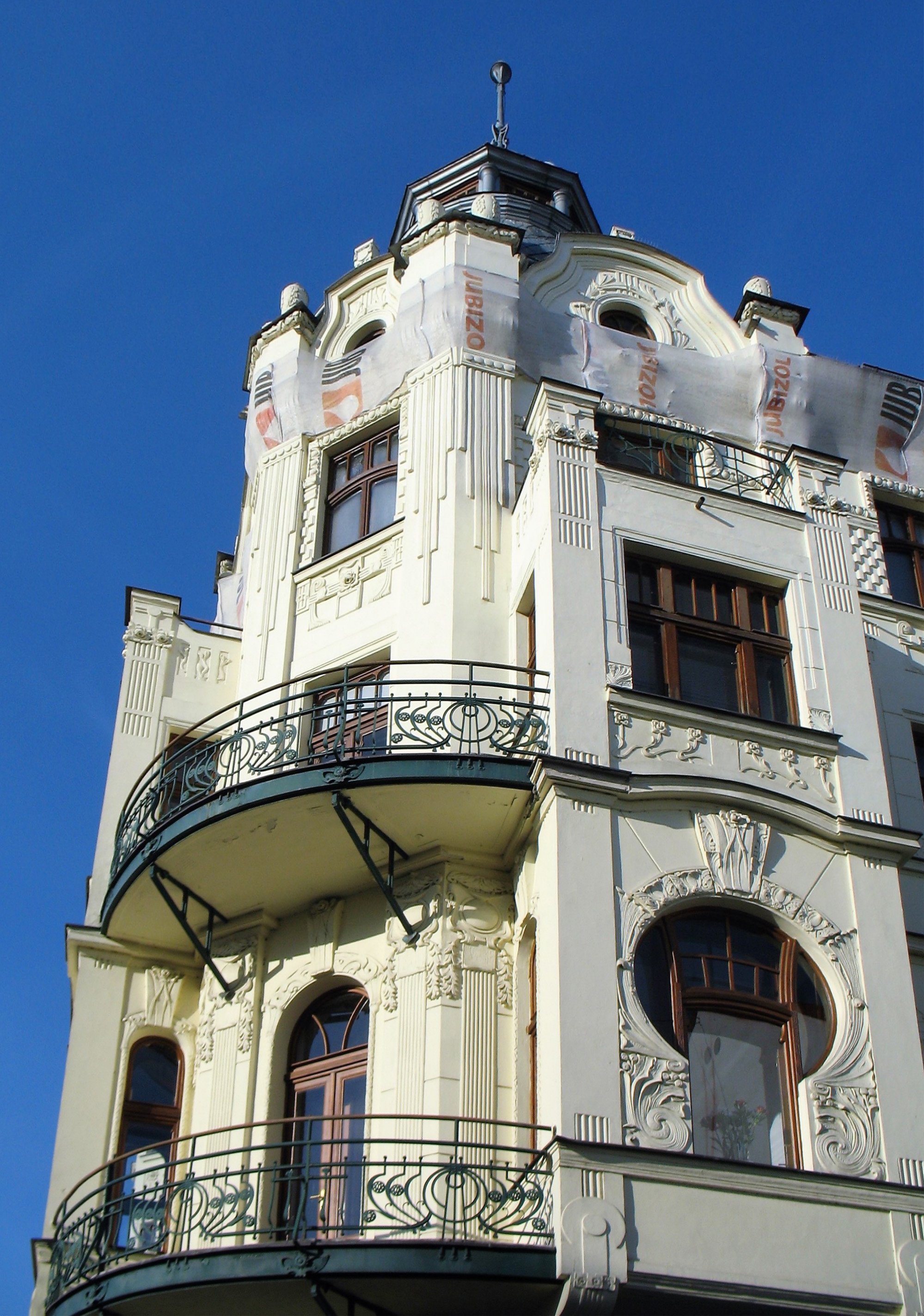
Gebäude-Ecke mit reinem Jugendstil
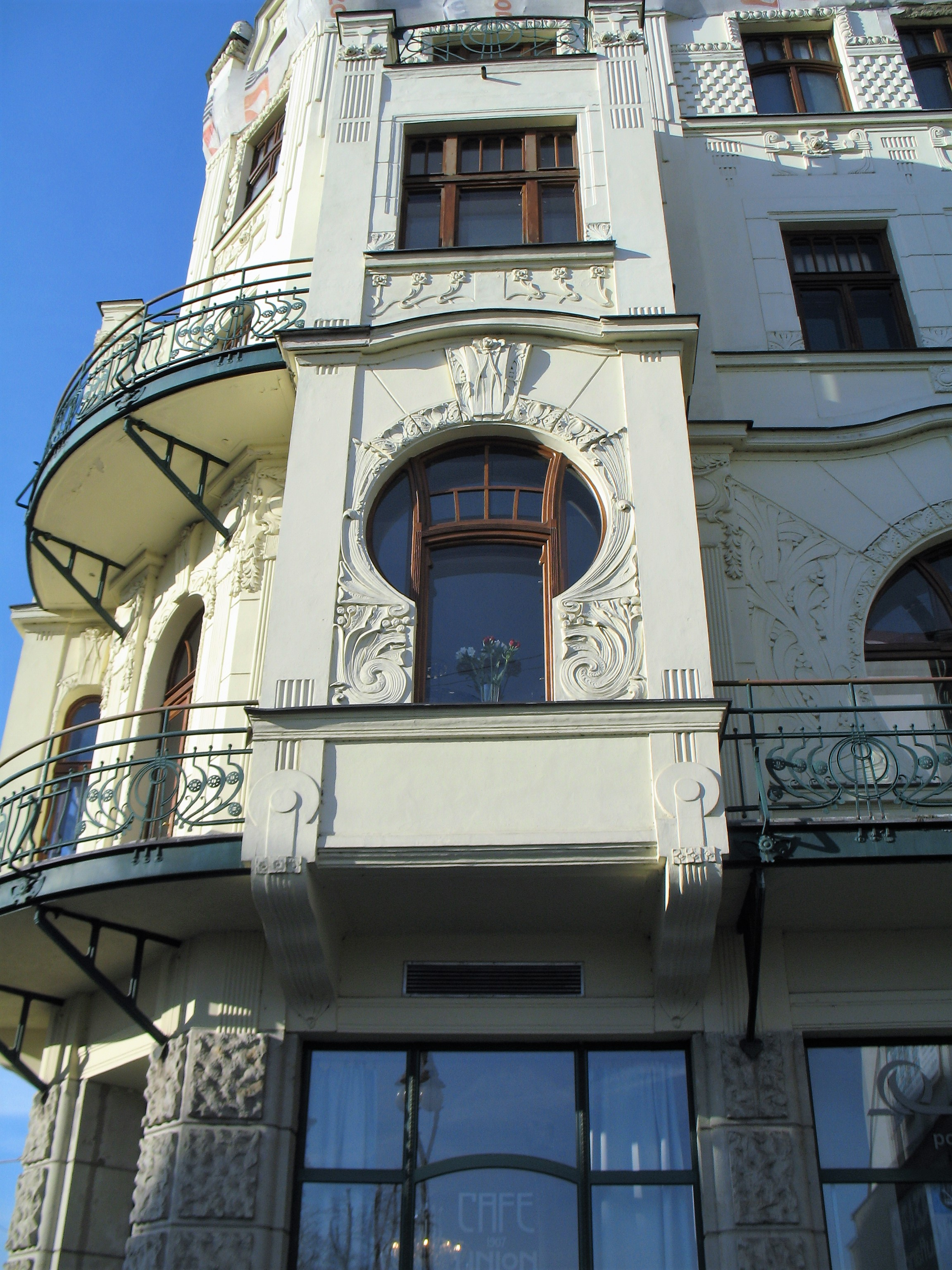
Gebäude-Ecke mit reinem Jugendstil
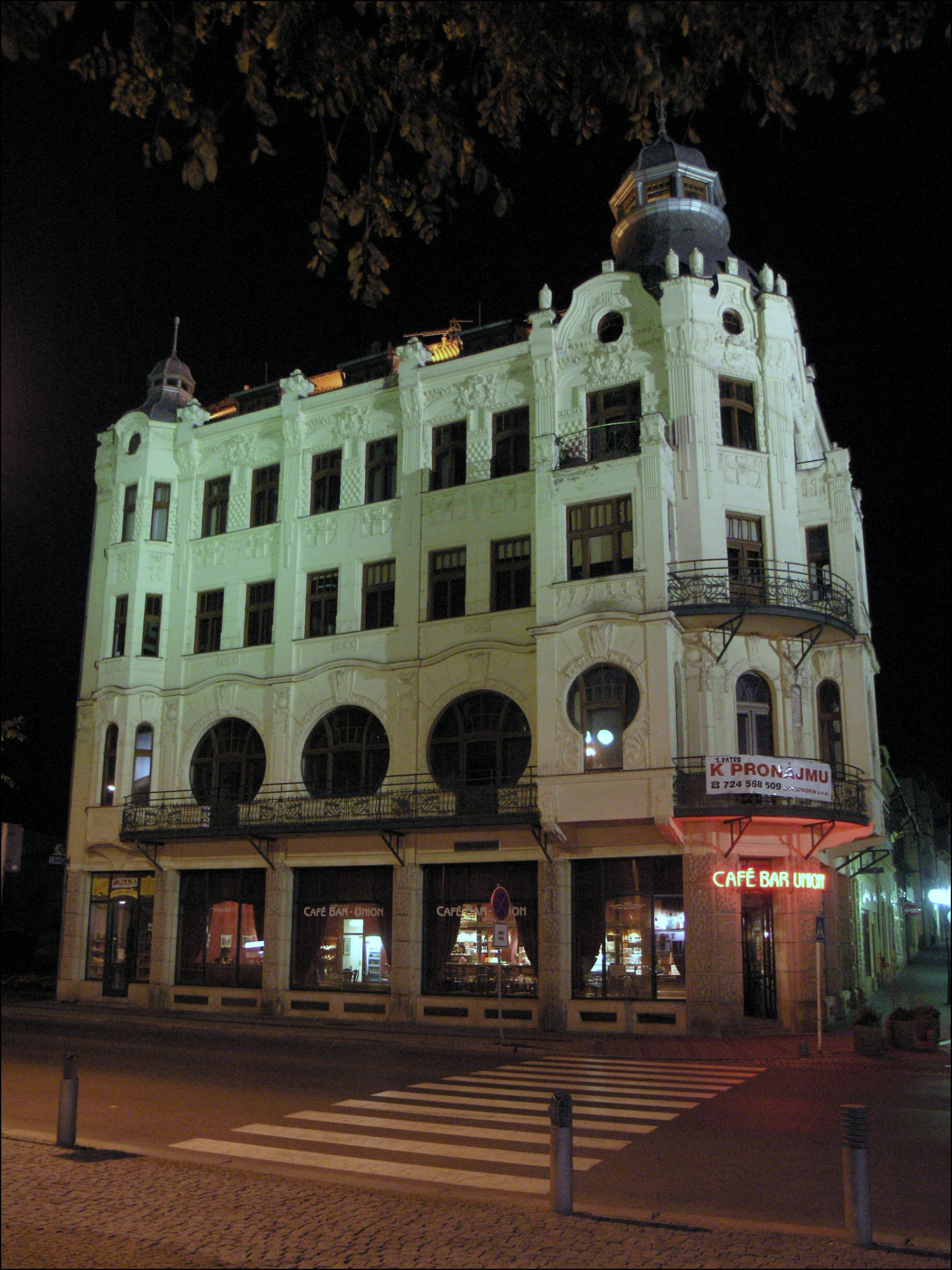
Nachtaufnahme des Café Union
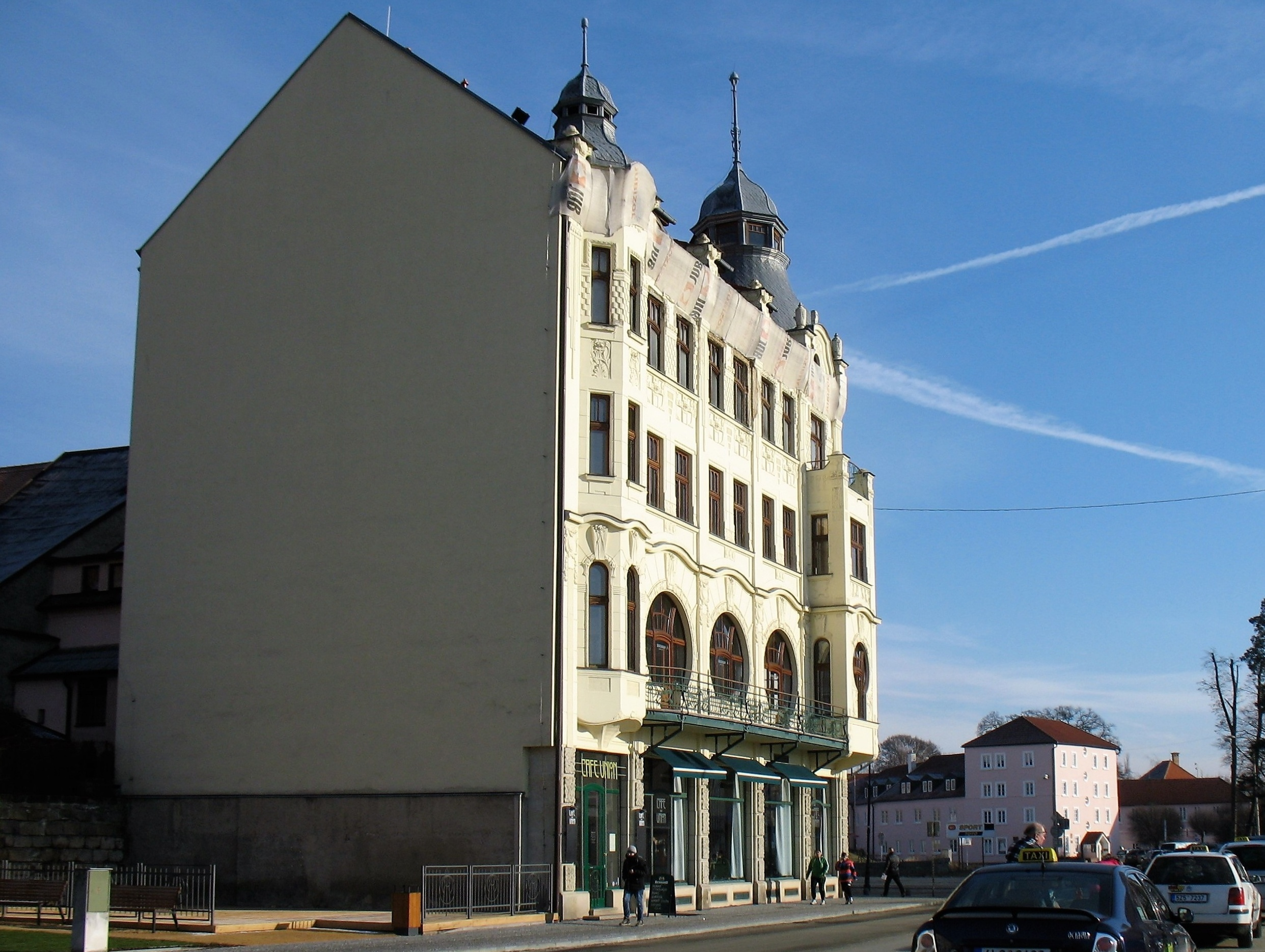
Seitliche Ansicht des Café Union
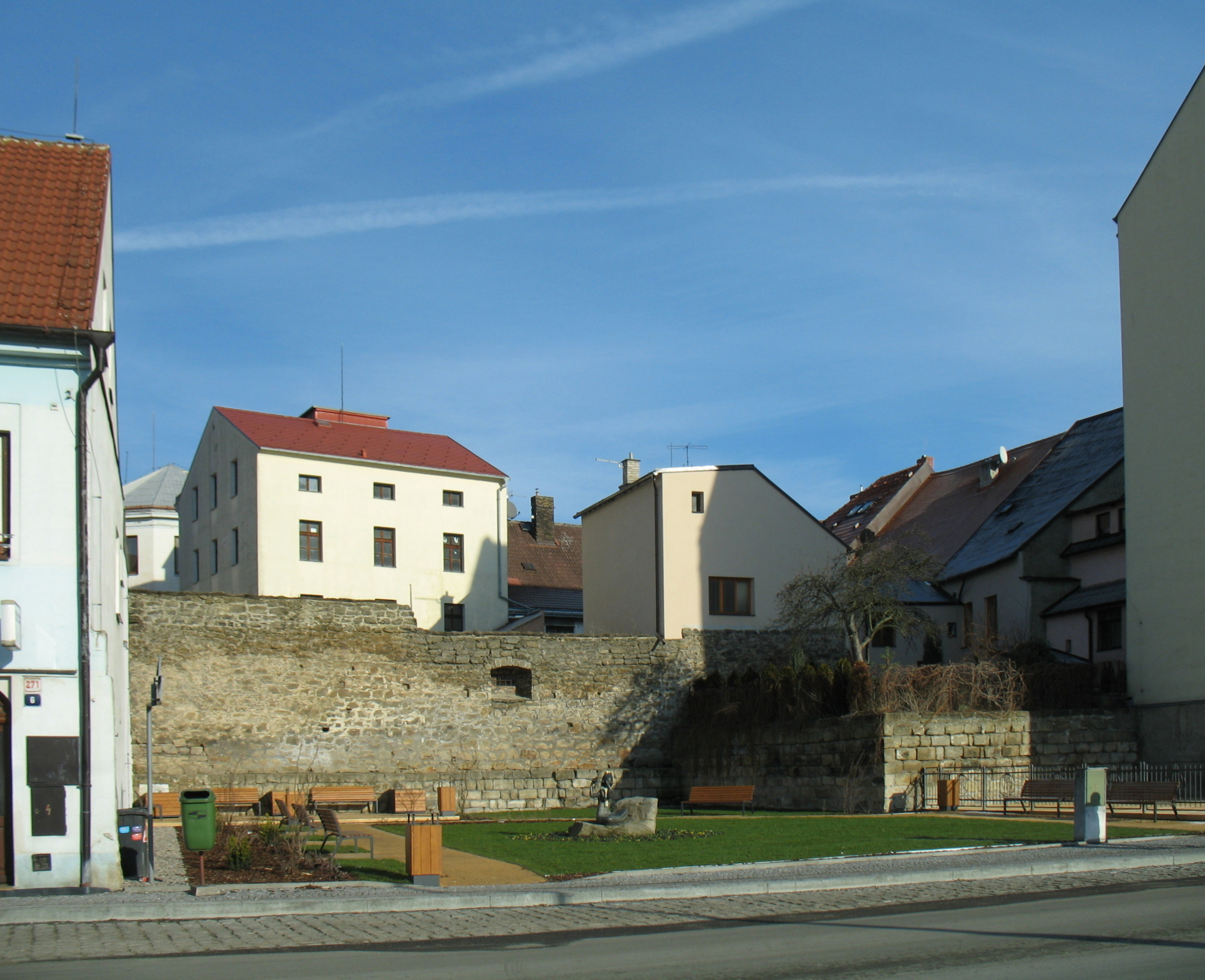
Café Union mit Teilen der alten Stadtmauer